# 김용택
김용택(金龍澤, 1948년 8월 26일~현재)은 대한민국의 시인이다. 

## 생애
- 작과비평사》에서 펴낸 21인 신작 시집 《꺼지지 않는 횃불로》에 〈섬진강 1〉외 8편의 시를 발표하면서 등단했다. 이 때가 나이 35세였다.[2] 1986년 6회「김수영문학상」, 1998년 12회 「소월시문학상」을 수상했다. 2001년에는 독립단편영화 《들》의 조연으로 영화배우에 데뷔하였고 2010년에는 이창동이 감독한 영화 《시》에 조연하기도 하였다.

### 기타
- 자기가 편애하는 시인은 김소월, 김수영, 시인이다. 좋아하는 시인의 이름을 가진 상을 수상하기도 하였다.
- 교직 생활을 하면서 초등학생 제자들에게 시를 가르쳤다.

## 저서

### 시집
- 《꺼지지 않는 횃불》(창작과비평사, 1982)
- 《섬진강》(창작과비평사, 1985) ISBN 8936420461
- 《맑은 날》(창작과비평사, 1986) ISBN 8936420569
- 《누이야 날이 저문다》(청하출판사, 1988), 재출간(열림원, 1999)
- 《꽃산 가는 길》(창작과비평사, 1988) ISBN 8936420704
- 《그리운 꽃편지》(풀빛, 1989)
- 《그대, 거침없는 사랑》(푸른숲, 1993) ISBN 8971840439
- 《강같은 세월》(창작과비평사, 1995) ISBN 8936421301
- 《그 여자네 집》(창작과비평사, 1998)
- 《나무》(창작과비평사, 2002) ISBN 8936422146
- 《연애시집》(마음산책, 2002)
- 《그래서 당신》(문학동네, 2006) ISBN 8954601359
- 《키스를 원하지 않는 입술》(창작과비평사, 2013) ISBN 89-364-2360-5 {{isbn}}의 변수 오류: 유효하지 않은 ISBN.
- 《울고 들어온 너에게》(창비, 2016) ISBN 9788936424015

#### 시
- 《시가 내게로 왔다》: 당시 Mbc tv프로그램인 '책을 읽읍시다의 선정되었다. 지금까지 5권이 출간되었다.
- 《사람들은 왜 모를까〉: 주제는 봄의 아름다운 풍경을 바라보며 느끼는 서글픔과 삶에 대한 성찰이다.[3]
- 《우리 아빠 시골 갔다 오시면》
- 《방 안의 꽃》: 이 두 편의 시는 훗날 작곡가 정근이 곡을 붙임으로 인해 동요로도 알려진다.

### 동시집
- 《콩, 너는 죽었다》(실천문학사, 1998) ISBN 8939203399

### 산문집
- 《섬진강을 따라가며 보라》
- 《그리운 것들은 산 뒤에 있다》

### 에세이
- 《촌놈 김용택 극장에생》(이레, 2000)

### 기타
- 《섬진강 이야기 1,2》

### 장편 동화
- 《옥이야 진메야》

## 방송
- 인간극장 〈우리 엄마 늦복 터졌네〉 편 (KBS 1TV)
- 그녀들의 여유만만 204회 : 섬진강 시인, 김용택 (KBS 2TV)

## 영화
- 《들》(2001년) : 독립단편영화의 조연으로 영화배우에 데뷔하였다.
- 《시》(2010년): 이창동이 감독한 영화 《시》에 조연하기도 하였다.

## 수훈내역
- 2009.2.28 홍조근정훈장(덕치초교 교사 정년퇴임)
- 2018.3.22 국민훈장 동백장

## 같이 보기
- 김봉곤
- 박완서

## 참고 자료
- 원재훈 (2007년 1월 1일). “[원재훈 시인의 작가 열전] ‘섬진강 시인’ 김용택 - “난 한가롭게 문학 하지 않아, 고통 없이 뭔 시가 나오겄어””. 신동아. 386-402면. 2008년 1월 6일에 확인함. |제목=에 지움 문자가 있음(위치 1) (도움말)